# 吴其美
吴其美（1964年—），美国科幻小说家、奇幻艺术家。他于2004年、2006年、2007年和2009年四次获得雨果奖最佳粉丝艺术家奖。吴其美的作品涉及多种媒介，包括丙烯画和数码绘画。他还是一位电影制片人，于2006年推出了动画短片《巨型太空鸡吉多隆的悲惨历史》。

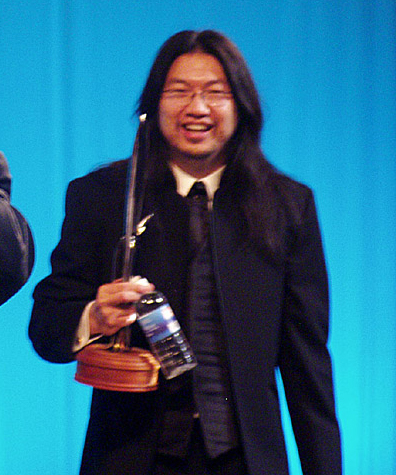
吴其美在2004年波士顿雨果奖颁奖典礼上